# Marha, Hama
Marha, Hama (tiếng Ả Rập: المرحة) là một ngôi làng Syria nằm ở phó huyện Wadi al-Uyun ở huyện Masyaf, Hama. Theo Cục Thống kê Trung ương Syria (CBS), Marha, Hama có dân số 378 người trong cuộc điều tra dân số năm 2004.